# 고흥 쌍충사
고흥 쌍충사(高興雙忠祠)는 대한민국 전라남도 고흥군에 있는 사당이다.
임진왜란 당시 활약한 충열공 이대원과 충장공 정운을 배향하는 사당으로 1990년 2월 24일에 전라남도 기념물 제128호로 지정되었다.